# Yorii
Yorii (寄居町, Yorii-machi) est un bourg du district d'Ōsato, situé dans la préfecture de Saitama, au Japon.

## Géographie

### Démographie
Au 1er octobre 2013, la population de Yorii s'élevait à 34 618 habitants répartis sur une superficie de 64,17 km2.

## Culture locale et patrimoine
Les ruines du château de Hachigata se trouvent à Yorii.
Le céramiste japonais Kiyoshi Hara, désigné trésor national vivant du Japon, a vécu et travaillé dans la ville où il a construit et exploité un four.
La carrière de pierre exploitée par Chichibu Mining dans la ville a servi de lieu de tournage pour de nombreux épisodes et films de tokusatsu.

## Transports
Yorii est desservi par la ligne principale Chichibu, la ligne Tōbu Tōjō et la ligne Hachikō. La gare de Yorii est la principale gare du bourg.

## Honneur
L'astéroïde (3823) Yorii, découvert dans le bourg, porte son nom.